# Champ TV
Champ TV (챔프TV) este un canal de televiziune⁠(d) prin cablu din Coreea de Sud, deschis în 2005 pentru a difuza desene animate destinate copiilor, cum ar fi: Soy Luna, Mermaid Melody Pichi Pichi Pitch, Winx Club.